# Галактичний бар'єр (Дискавері)

## Про епізод
Галактичний бар'єр (The Galactic Barrier) — п'ятдесят другий епізод американського телевізійного серіалу «Зоряний шлях: Дискавері» та 10-й в четвертому сезоні. Епізод написав Енн Кофелл Сондерс, режисер Дебора Кампмайєр. Перший показ відбувся 24 лютого 2022 року.

## Зміст
Ковіч проводить нараду з офіцерами «Дискавері». Побоюючись помсти з боку Виду 10-C, Ріллак з поради ксенолінгвіста переміщає шкалу часу для першого контакту. Вона, Т'Ріна та кілька дипломатів сідають на борт «Дискавері», який стрибає до галактичного бар'єру і починає небезпечний політ через нього. Для цього Ріллак передає свої повноваження віце-президенту. Бук і напаник у суперечках теж готуються здійснити подібний стрибок. Сару пропонує президентці Т'Ріні про свої почуття до неї. Ріллак і Майкл домовляються про розподіл повноважень. «Дискавері» стрибає за 9 світлових років від аномалії. Президентка Т'Ріна спантеличує Сару — вона вирушила на «Дискавері» до аномалії. Калбер допомагає Сару впортаися із невпевненістю.
Тим часом Буку та Тарці потрібна програмована антиматерія, щоб самостійно пройти через бар'єр і потрапити до схованки, яку Тарка має у покинутій в'язниці Смарагдового ланцюга, де його колись утримували. Тарка пояснює, що він подружився зі своїм товаришем по ув'язненню, Оросом, який побудував машину для транспортування їх у мирний паралельний всесвіт. Їх розлучили, і Тарка не знає, чи вдалося звільнитися Оросу, але він на це сподівається й створив власну машину, щоб також міг туди подорожувати. Для цього потрібна велика кількість енергії, і Тарка планував використовувати джерело живлення АЧМ, перш ніж зрозумів, що воно знаходиться в галактиці 10-C розташування, а не в самій аномалії. Перш ніж «Дискавері» втратить зв'язок із Федерацією, з Ріллак зв'язався Венс, який повідомив — АЧМ зараз близька до знищення Землі та Ні'Вару — у них щонайбільше 71 година. Корабель прокладає шлях до бар'єру. Стамец працює над вирішенням пробирання через перешкоди в нашаруваннях негативної енергії. Тарка оповів Букеру — спроба втечі була невдалою; охоронці виказали співпрацю його на початку із Смарагдоим ланцюгом. Тарка змушено переховувався в печері — Ороса після повернення він не знайшов.
«Дискавері» пробирається через «бульбашки» на міжгалактичному кордоні. Після важкого польоту «Дискавері» виходить з-за галактичного бар'єру та починає рух до координат 10-C. Корабель вийшов з Чумацького шляху та рушив в екстрагалактичний простір.
На нас чекає успіх. Інакше — ніяк.

## Виробництво
Активна розробка сезону почалася в січні 2020 року. На написання було витрачено більше часу, ніж у попередніх сезонах, через пандемію COVID-19, яка надихнула на космічну аномалію, з якою герої стикаються в сезоні. Нова роль Бернем як капітана також вивчається після її підвищення в кінці третього сезону. Четвертий сезон було офіційно оголошено в жовтні 2020 року, а зйомки проходили в Торонто, Канада, з листопада 2020 року по серпень 2021 року. Для забезпечення безпеки під час пандемії було застосовано нові знімальні процеси, що спричинило деякі затримки виробництва. Відеостіна була побудована для зйомки перед комп'ютерним фоном у реальному часі.

## Сприйняття та відгуки
Станом на листопад 2022 року на сайті «IMDb» серія отримала 5.5 бала підтримки з можливих 10 при 1558 голосах користувачів.
В огляді для «Den of Geek» Лейсі Богер відзначила: «„Зоряний шлях: Дискавері“ у „Галактичному бар'єрі“ йде туди, куди мало хто заходив раніше. Виводячи нас із Чумацького Шляху в позагалактичний простір, ми переживаємо мить благоговіння, яка є приємною, як мало що інше в цьому епізоді. (Як часто ми бачимо, що „Зоряний шлях“ показує нам такі великі моменти, що змінюють людство? Недостатньо!) Однак мине час, щоб дати нам якісь справжні відповіді про таємничий невідомий вид 10-C. Або хоч надати проблиск знання того, як вони чи їхня галактика можуть виглядати. І я не можу бути єдиною людиною, яка починає відчувати — ця найновіша група епізодів виявилася не чимось більшим, ніж непомітним заповнювачем, щоб підкреслити той факт — вони не планують дістатися суті цієї історії до кінця сезону (який ось-ось закінчиться)».
Для «Tor.com» Кейт ДеКандідо зазначено: «Галактичний бар'єр був однією з перших речей, які коли-небудь дав нам Зоряний шлях. Бар'єр навколо галактики (до речі, річ абсурдна з наукової точки зору) дебютував у другому пілотному фільмі „Where No Man Has Gone Before“ і „By Any Other Name“ та „His There in Truth No Beauty?“ Але хоча бар'єр з'являвся в різних художніх творах (зокрема, „Q-Squared“ Пітера Девіда та трилогія „Q-Continuum“ Ґрега Кокса, де було два суперечливих погляди на походження бар'єру), він ніколи не з'являвся в жодному фільмів або телевізійних [спін-оф]]ів.
Дотепер.»
В огляді «Gizmodo» зазначено: «Однією з головних тем „Star Trek: Discovery“ завжди була важливість єдності під час кризи — від клінгонських воєн до вторгнень у Дзеркальний Всесвіт, від закидання в майбутнє до конфлікту зі Смарагдовим ланцюгом — це тема повторювана знову і знову. Це урок, який варто повторити кілька разів. Але в деяких випадках, повертаючись до нього, може здатися — він просто крутиться на місці.»

## Знімались
| Актор               | Роль                |
| ------------------- | ------------------- |
| Сонеква Мартін-Грін | Майкл Бернем        |
| Даг Джонс           | Сару                |
| Ентоні Репп         | Пол Стамец          |
| Вілсон Круз         | Гаг Калбер          |
| Блу дель Барріо     | Адіра               |
| Девід Аджала        | Клівленд Букер      |
| Одед Фер            | адмірал Чарльз Венс |
| Девід Кроненберг    | Ковіч               |
| Шон Дойл            | Руон Тарка          |
| Хелаг Горнсдал      | Лара Ріллак         |
| Тара Рослінг        | Т'Ріна              |
| Аннабелль Волліс    | Зора                |
| Хіро Канагава       | Хіраі               |
| Пумзіле Сітоле      | Ндойє               |
| Осрік Чау           | Орос                |
| Емілі Коутс         | Кейла Детмер        |
| Патрік Квок-Чун     | Ріс                 |
| Оїн Оладежо         | Джоанн Овосекун     |